# Rataje (województwo dolnośląskie)
Rataje – wieś w Polsce położona w województwie dolnośląskim, w powiecie wołowskim, w gminie Wołów.

## Podział administracyjny
W latach 1975–1998 miejscowość położona była w województwie wrocławskim.

## Nazwa
Miejscowość została wymieniona w staropolskiej, zlatynizowanej formie Radtaj w łacińskim dokumencie wydanym 10 sierpnia 1201 przez kancelarię papieża Innocentego III wydanym w Segni. W dokumencie z 1217 roku wydanym przez biskupa wrocławskiego Lorenza miejscowość wymieniona jest w obecnie używanej polskiej formie „Rataie”.
W księdze łacińskiej Liber fundationis episcopatus Vratislaviensis (pol. Księga uposażeń biskupstwa wrocławskiego) spisanej za czasów biskupa Henryka z Wierzbna w latach 1295–1305 miejscowość wymieniona jest w zlatynizowanej formie Srothow oraz Srothowy. Niemiecka nazwa Rathe.

## Turystyka
Corocznie w okresie wakacyjnym organizowane są festyny ekologiczne, na które przybywają ludzie z całego powiatu. 

## Położenie
Przez wieś przebiega droga wojewódzka nr 338.